# Michael I. (Kiew)

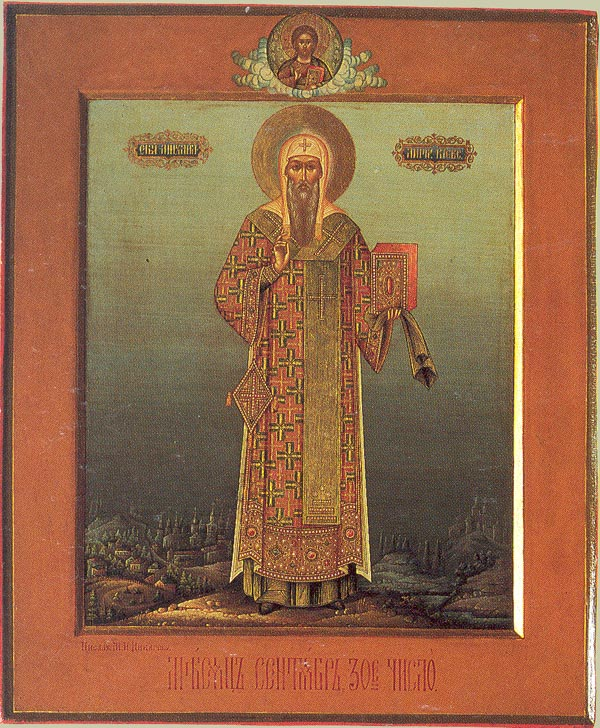
Darstellung Michaels I. Ende 19./ Anfang 20. Jahrhundert

Michael I. war wahrscheinlich der erste Bischof von Kiew (um 988?).
Er wird in der russisch-orthodoxen Kirche und der ukrainisch-orthodoxen Kirche als Heiliger verehrt. Gedenktage sind der 15. Juni und der 30. September.

## Leben
Michael wurde in einem kirchlichen Verzeichnis des 16. Jahrhunderts als erster Bischof von Kiew genannt. In altrussischen Chroniken wurde sein Name nicht genannt.
Es ist völlig unsicher, wann er lebte und wirkte.
Möglich ist, dass er der erste Bischof war, der Fürst Wladimir aus Chersones nach Kiew begleitete und dort die Taufe der Rus leitete.
Er ist im Kiewer Höhlenkloster bestattet.